# Eleição municipal de Duque de Caxias em 2012
A eleição municipal da cidade brasileira de Duque de Caxias em 2012 ocorreu no dia 7 de outubro para eleger um prefeito, um vice-prefeito e 29 vereadores para a administração da cidade. Nenhum candidato à prefeitura atingiu maioria absoluta dos votos válidos. Por isso, houve um segundo turno, realizado em 28 de outubro entre os candidatos Washington Reis (PMDB) e Alexandre Cardoso (PSB). O deputado federal pessebista derrotou o ex-prefeito e foi eleito com 51,51% dos votos (pouco mais de 230 mil), contra 48,48% de seu adversário.

## Convenções partidárias

### Legislação
É no período de convenções que os partidos decidem quais filiados podem pedir registro de candidatura e se as siglas disputarão o pleito coligadas ou não com outras legendas. Ainda de acordo com o caput do artigo 8º da Lei nº 9.504/97, a ata com o registro dos candidatos e coligações escolhidos por cada partido deve ser lavrada em livro aberto e rubricado pela Justiça Eleitoral. Os partidos que quisessem disputar o pleito de 2012 deveriam estar registrados no TSE até 7 de outubro de 2011, enquanto os cidadãos que desejassem ser candidatos deveriam estar filiados a um partido até a mesma data. As convenções para a escolha dos candidatos ocorreram entre 10 e 30 de junho, enquanto o registro das candidaturas e alianças junto aos Tribunais Regionais Eleitorais (TREs) ocorreu até 5 de julho. A partir do registro, a propaganda eleitoral foi autorizada. A propaganda eleitoral gratuita – duas faixas diárias na televisão aberta e no rádio reservadas à propaganda política, pagas pelo fundo da Justiça Eleitoral – irá ser exibida de 21 de agosto até 4 de outubro. Segundo a lei eleitoral em vigor, o sistema de dois turnos – caso o candidato mais votado receber menos de 50% +1 dos votos – está disponível apenas em cidades com mais de 200 mil eleitores.

## Lista de candidatos a prefeitura
Coligação é o nome que se dá à união de dois ou mais partidos políticos que apresentam conjuntamente seus candidatos para determinada eleição. As coligações podem ser formadas para eleições majoritárias (escolha de prefeitos, governadores, senadores e presidente da república), proporcionais (vereadores, deputados estaduais, distritais e federais) ou ambas. Nas eleições majoritárias, a coligação é responsável por definir o tempo do horário eleitoral gratuito de cada candidato, já que o tamanho da bancada parlamentar na Câmara dos Deputados é utilizado como base do cálculo. Quanto mais deputados uma coligação tiver, maior o seu tempo na televisão.
| Nº      | Prefeito(a)  | Prefeito(a)                                     | Prefeito(a)       | Vice-prefeito(a) | Vice-prefeito(a) | Vice-prefeito(a)                                         | Vice-prefeito(a)  | Coligação Partido(s)                                  |
| Nº      | Candidato(a) | Candidato(a)                                    | Partido Federação | Candidato(a)     | Candidato(a)     | Candidato(a)                                             | Partido Federação | Coligação Partido(s)                                  |
| ------- | ------------ | ----------------------------------------------- | ----------------- | ---------------- | ---------------- | -------------------------------------------------------- | ----------------- | ----------------------------------------------------- |
| 11      |              | Zito Jose Camilo Zito Dos Santos Filho          | PP                |                  |                  | Amorelli Jorge Da Silva Amorelli                         | PP                | Duque de Caxias Progressista PP PTB PSC PSDC PSDB PPL |
| 15      |              | Washington Reis Washington Reis De Oliveira     | PMDB              |                  |                  | Manoel Figueiredo Manoel Alexandre Pereira De Figueiredo | PMDB              | Juntos Por Caxias PMDB PSL PHS PTC PV PRP             |
| 16      |              | Florinda Lombardi Florinda Moreira Lombardi     | PSTU              |                  |                  | Allewerton Silveira Allewerton Da Silva Silveira         | PSTU              | Sem coligação                                         |
| 19      |              | Marquinho Pessanha Marcos Elias Freitas Moreira | PTN               |                  |                  | Professor Roberto Muri Roberto Muri Portuguêz            | PTN               | Sem coligação                                         |
| 22      |              | Samuquinha Samuel Correa Da Rocha Junior        | PR                |                  |                  | Hugo Neto Hugo Ferreira Da Silva Neto                    | PR                | Novas Ideias Para Mudar PR DEM                        |
| 40      |              | Alexandre Cardoso Alexandre Aguiar Cardoso      | PSB               |                  |                  | Laury Villar Laury De Souza Villar                       | PDT               | Amor Por Caxias PRB PDT PT PPS PMN PSB PCdoB          |
| 50      |              | Ivanete Da Silva Ivanete Conceição Da Silva     | PSOL              |                  |                  | Soneli Soneli Antunes Ardlt                              | PSOL              | Sem coligação                                         |
| 55      |              | Dica Jorge Moreira Theodoro                     | PSD               |                  |                  | Cristiano Cristiano Jose Rorigues De Souza               | PSD               | Coragem Para Mudar PRTB PSD PTdoB                     |
| Fontes: |              |                                                 |                   |                  |                  |                                                          |                   |                                                       |

## Resultados da eleição

### Prefeito
| Candidato(a) a prefeito  | Candidato(a) a prefeito  | Candidato(a) a vice-prefeito | Primeiro turno 07 de outubro de 2012 | Primeiro turno 07 de outubro de 2012 | Segundo turno 28 de outubro de 2012 | Segundo turno 28 de outubro de 2012 |
| Candidato(a) a prefeito  | Candidato(a) a prefeito  | Candidato(a) a vice-prefeito | Total                                | Percentagem                          | Total                               | Percentagem                         |
| ------------------------ | ------------------------ | ---------------------------- | ------------------------------------ | ------------------------------------ | ----------------------------------- | ----------------------------------- |
|                          | Alexandre Cardoso (PSB)  | Laury Villar (PDT)           | 154.903                              | 33,99%                               | 230.549                             | 51,51%                              |
|                          | Washington Reis (PMDB)   | Manoel Figueiredo (PMDB)     | 151.690                              | 33,29%                               | 217.004                             | 48,49%                              |
|                          | Zito (PP)                | Amorelli (PP)                | 72.973                               | 16,01%                               | Não participou                      | Não participou                      |
|                          | Dica (PSD)               | Cristiano (PSD)              | 48.930                               | 10,74%                               | Não participou                      | Não participou                      |
|                          | Samuquinha (PR)          | Hugo Neto (PR)               | 16.880                               | 3,7%                                 | Não participou                      | Não participou                      |
|                          | Marquinho Pessanha (PTN) | Professor Roberto Muri (PTN) | 5.131                                | 1,13%                                | Não participou                      | Não participou                      |
|                          | Ivanete Da Silva (PSOL)  | Soneli (PSOL)                | 3.901                                | 0,86%                                | Não participou                      | Não participou                      |
|                          | Florinda Lombardi (PSTU) | Allewerton Silveira (PSTU)   | 1.294                                | 0,28%                                | Não participou                      | Não participou                      |
| Total de votos válidos   | Total de votos válidos   | Total de votos válidos       | 455.702                              | 455.702                              | 447.553                             | 447.553                             |
| Votos apurados           |                          |                              |                                      |                                      |                                     |                                     |
| Votos válidos            | Votos válidos            | Votos válidos                | 455.702                              | 89,93%                               | 447.553                             | 92,73%                              |
| Votos em branco          | Votos em branco          | Votos em branco              | 19.435                               | 3,84%                                | 11.959                              | 2,48%                               |
| Votos nulos              | Votos nulos              | Votos nulos                  | 31.612                               | 6,24%                                | 23.125                              | 4,79%                               |
| Total de votos apurados  | Total de votos apurados  | Total de votos apurados      | 506.749                              | 506.749                              | 482.637                             | 482.637                             |
| Eleitores                |                          |                              |                                      |                                      |                                     |                                     |
| Comparecimentos          | Comparecimentos          | Comparecimentos              | 506.749                              | 83,39%                               | 482.637                             | 79,43%                              |
| Abstenções               | Abstenções               | Abstenções                   | 100.914                              | 16,61%                               | 125.026                             | 20,57%                              |
| Total de eleitores aptos | Total de eleitores aptos | Total de eleitores aptos     | 607.663                              | 607.663                              | 607.663                             | 607.663                             |
| Total de seções: 3.390   |                          |                              |                                      |                                      |                                     |                                     |
| Fontes:                  |                          |                              |                                      |                                      |                                     |                                     |

### Vereadores eleitos
| Candidato(a) | Candidato(a)         | Partido | Votos | Cidade de origem   | Unidade federativa/País |
| ------------ | -------------------- | ------- | ----- | ------------------ | ----------------------- |
|              | Eduardo Moreira      | PT      | 5.911 | Duque de Caxias    | Rio de Janeiro          |
|              | Junior Reis          | PMDB    | 5.717 | Duque de Caxias    | Rio de Janeiro          |
|              | Carlinho Da Barreira | PSC     | 5.366 | Duque de Caxias    | Rio de Janeiro          |
|              | Marcelo Do Seu Dino  | PV      | 5.091 | São João de Meriti | Rio de Janeiro          |
|              | Leide                | PRB     | 5.065 | São Luís           | Maranhão                |
|              | Josemar Padilha      | PMN     | 4.888 | Duque de Caxias    | Rio de Janeiro          |
|              | Celso Do Alba        | PP      | 4.699 | Duque de Caxias    | Rio de Janeiro          |
|              | Chiquinho Caipira    | PSB     | 4.598 | Duque de Caxias    | Rio de Janeiro          |
|              | Carlos De Jesus      | PMDB    | 4.565 | Duque de Caxias    | Rio de Janeiro          |
|              | Marquinho Oi         | PSDB    | 4.505 | Cataguases         | Rio de Janeiro          |
|              | Fatinha              | PP      | 4.315 | Duque de Caxias    | Rio de Janeiro          |
|              | Chico Borracheiro    | PSB     | 4.138 | Duque de Caxias    | Rio de Janeiro          |
|              | Osvaldo Lima         | PSC     | 4.024 | Lajes Pintada      | Rio Grande do Norte     |
|              | Quinzé               | PMDB    | 4.007 | Cambuci            | Rio de Janeiro          |
|              | Juliana Do Taxi      | PSB     | 3.964 | Duque de Caxias    | Rio de Janeiro          |
|              | Serginho Samuquinha  | PR      | 3.885 | Duque de Caxias    | Rio de Janeiro          |
|              | Boquinha             | PDT     | 3.370 | Rio de Janeiro     | Rio de Janeiro          |
|              | Claudio Thomaz       | PRTB    | 3.297 | Rio de Janeiro     | Rio de Janeiro          |
|              | Thiago Barreto       | PSD     | 3.028 | Duque de Caxias    | Rio de Janeiro          |
|              | Mazinho              | PDT     | 2.834 | Duque de Caxias    | Rio de Janeiro          |
|              | Dr. Mauricio         | PR      | 2.811 | Duque de Caxias    | Rio de Janeiro          |
|              | Ademir Martins       | PV      | 2.776 | Duque de Caxias    | Rio de Janeiro          |
|              | Wendell              | PMDB    | 2.560 | Duque de Caxias    | Rio de Janeiro          |
|              | Gaete                | PSD     | 2.334 | Duque de Caxias    | Rio de Janeiro          |
|              | Marcos Tavares       | PSDC    | 1.894 | Duque de Caxias    | Rio de Janeiro          |
|              | Allan Macarrão       | PSDC    | 1.870 | Duque de Caxias    | Rio de Janeiro          |
|              | Sandro Lelis         | PSL     | 1.843 | Duque de Caxias    | Rio de Janeiro          |
|              | Fabrício Cordeiro    | PT      | 1.705 | Duque de Caxias    | Rio de Janeiro          |
|              | Moa                  | PT      | 1.674 | Salvador           | Bahia                   |
| Fontes:      |                      |         |       |                    |                         |

#### Vereadores eleitos por partido
|                        |                        |                 |                 |         |         |
| Nº                     | Partido                | Votos populares | Votos populares | Vagas   | ±       |
| Nº                     | Partido                | Votos           | %               | Vagas   | ±       |
| 15                     | PMDB                   | 49.878          | 11,28%          | 4       | 1       |
| 40                     | PSB                    | 46.765          | 10,58%          | 3       | 1       |
| 13                     | PT                     | 35.276          | 7,98%           | 3       | 3       |
| 12                     | PDT                    | 31.726          | 7,18%           | 2       | 2       |
| 11                     | PP                     | 29.029          | 6,57%           | 2       | 2       |
| 55                     | PSD                    | 27.063          | 6,12%           | 2       | 2       |
| 20                     | PSC                    | 26.672          | 6,03%           | 2       | Estável |
| 22                     | PR                     | 23.171          | 5,24%           | 2       | 2       |
| 27                     | PSDC                   | 21.412          | 4,84%           | 2       | 1       |
| 28                     | PRTB                   | 20.235          | 4,58%           | 1       | 1       |
| 17                     | PSL                    | 16.651          | 3,77%           | 1       | 1       |
| 43                     | PV                     | 16.517          | 3,74%           | 2       | Estável |
| 19                     | PTN                    | 14.558          | 3,29%           | 0       | -       |
| 45                     | PSDB                   | 11.941          | 2,7%            | 1       | 3       |
| 33                     | PMN                    | 9.882           | 2,24%           | 1       | 1       |
| 31                     | PHS                    | 9.751           | 2,21%           | 0       | -       |
| 10                     | PRB                    | 7.725           | 1,75%           | 1       | Estável |
| 44                     | PRP                    | 7.364           | 1,67%           | 0       | -       |
| 50                     | PSOL                   | 6.887           | 1,56%           | 0       | -       |
| 23                     | PPS                    | 6.784           | 1,53%           | 0       | 2       |
| 70                     | PTdoB                  | 5.784           | 1,31%           | 0       | -       |
| 65                     | PCdoB                  | 4.586           | 1,04%           | 0       | 1       |
| 14                     | PTB                    | 4.523           | 1,02%           | 0       | 1       |
| 36                     | PTC                    | 4.252           | 0,96%           | 0       | -       |
| 54                     | PPL                    | 2.475           | 0,56%           | 0       | -       |
| 25                     | DEM                    | 707             | 0,16%           | 0       | 2       |
| 16                     | PSTU                   | 467             | 0,11%           | 0       | -       |
| Total de votos válidos | Total de votos válidos | 442.081         | 87,24%          | 29      | 29      |
| Votos em branco        | Votos em branco        | 25.282          | 4,99%           | 29      | 29      |
| Votos nulos            | Votos nulos            | 39.386          | 7,77%           | 29      | 29      |
| Total de votos         | Total de votos         | 506.749         | 83,39%          | 29      | 29      |
| Abstenções             | Abstenções             | 100.914         | 16,61%          | 29      | 29      |
| Eleitorado apto        | Eleitorado apto        | 607.663         | 607.663         | 607.663 | 607.663 |
| Fontes:                |                        |                 |                 |         |         |